# Rebecca Black
Rebecca Renee Black (Anaheim Hills, Anaheim, Califòrnia, 21 de juny de 1997) és una cantant pop estatunidenca, coneguda per la seva cançó i posteriorment videoclip "Friday", a través de la discogràfica Ark Music Factory. La cançó va rebre crítiques negatives fins al punt de ser qualificada com la pitjor cançó de la història.

## Biografia
Rebecca Black és una adolescent amb aficions de cantar, ballar i actuar però sempre buscant provar i descobrir coses noves. Va començar a assistir a classes de ball quan només tenia tres anys i ho ha continuat fent des de llavors, aconseguint així uns grans estudis de dansa, entre els quals destaquen jazz, ballet, hip-hop, i claqué.
A l'edat de 7 anys va protagonitzar un comercial local per a la construcció de joguines Puzzlecraft i també va participar en un grup d'actuació patriòtica. Ha actuat en més de 50 llocs, entre ells, l'estadi de Los Angeles, on va cantar l'himne nacional. Als 11 anys va signar un contracte amb una empresa de gestió de models; quant a classes de cant, les començà als 10 anys i les continua fent avui dia, ja que és la seva passió i el que més li agrada fer. Acaba d'anunciar al seu blog d'Internet que ha tingut aventures amb noies i que és lesbiana.
Durant els estius de 2008 i 2009 va participar en un campament de teatre musical. Quan va començar a anar a l'escola pública local, el primer que va fer fou una audició musical. Per acabar, l'estiu de 2010 va visitar Nova York i va participar en diversos tallers amb membres de l'elenc de West Side Story, de Memphis i In the Heights.

## Friday
Friday ("divendres", en català) és una cançó escrita per Clarence Jey i Patrice Wilson; i interpretada per Rebecca Black com el seu primer single. Degut a la forta repercussió que va tenir el videoclip a les xarxes socials, i a una considerable demanda, fou posada a la venda a la botiga de música virtual iTunes el 14 de març de 2011